# Cisticola lugubris
El cistícola lúgubre (Cisticola lugubris) es una especie de ave paseriforme de la familia Cisticolidae propia de África oriental.

## Taxonomía
Fue descrito científicamente en 1840 por el naturalista alemán Eduard Rüppell. Anteriormente fue considerado una subespecie del cistícola alirrojo (Cisticola galactotes), pero ahora se consideran especies separadas. No se reconocen subespecies diferenciadas de cistícola lúgubre.

## Distribución y hábitat
El cistícola lúgugre se encuentra únicamente en el Cuerno de África, en las tierras altas de Etiopía y Eritrea.
Su hábitat natural son los humedales de interior, los herbazales húmedos y las zonas de matorral húmedo.